# Crump Trench British Cemetery
Crump Trench British Cemetery is een Britse militaire begraafplaats met gesneuvelden uit de Eerste Wereldoorlog, gelegen in de Franse gemeente Fampoux (Pas-de-Calais). De begraafplaats werd ontworpen door Noel Rew en ligt bijna anderhalve kilometer ten zuidoosten van het centrum van Fampoux (Église Saint-Vaast), net over de rivier de Scarpe. Ze ligt langs een bosweg op 700 m vanaf de Rue de Fampoux en is nogal moeilijk bereikbaar. De begraafplaats heeft een smalle rechthoekige vorm omringd door een natuurstenen muur met in de westelijke muur een halfcirkelvormige uitbouw waarin het Cross of Sacrifice staat. Een metalen hekje en enkele neerwaartse traptreden geven toegang tot het terrein. 
Er liggen 215 Britten begraven waaronder 74 niet geïdentificeerde. Er liggen ook 2 Duitsers.
De begraafplaats wordt onderhouden door de Commonwealth War Graves Commission.
Een 300-tal meter verder langs hetzelfde pad ligt de Roeux British Cemetery.

## Geschiedenis
Fampoux werd op 9 april 1917 door de 4th Division ingenomen. Het dorp bleef vlak achter de geallieerde frontlinie liggen, maar op 28 maart 1918 werd tijdens het Duitse lenteoffensief een deel ervan uit handen gegeven. Uiteindelijk werd het dorp op 26 augustus 1918 door de 51st (Highland) Division heroverd. De begraafplaats werd tussen april en augustus 1917 door gevechtseenheden aangelegd. Na de wapenstilstand werd vastgesteld dat 85 graven vernietigd waren. 
Er zijn 33 doden die herdacht worden met Special Memorials omdat ze niet meer gelokaliseerd konden worden en men neemt aan dat ze zich onder naamloze grafzerken bevinden. 

## Onderscheiden militairen
- Adam Jackson Bell, sergeant bij de Seaforth Highlanders werd onderscheiden met de Distinguished Conduct Medal (DCM).
- de sergeanten W. Laidlaw en R. Stirrat en soldaat P. McAleavey werden onderscheiden met de Military Medal (MM).